# 甘肃文化出版社
甘肃文化出版社成立于1993年，是甘肃省新闻出版局主管主办的综合性出版机构，为正县级事业单位。2009年转企改制为甘肃文化出版社有限责任公司，隶属于飞天出版传媒集团有限公司。

## 历史沿革
1993年，甘肃省新闻出版局决定成立奔马出版社，同年更名为甘肃文化出版社。1993年12月22日，甘肃省机构编制委员会发文，同意成立甘肃文化出版社，为县级事业单位，核定自收自支事业编制10名，领导职数3名。1994年1月29日，在甘肃省工商行政管理局登记注册。出版图书的范围主要是西北史、地方文献、地方文化、古籍整理、工程技术、社会科学等。2009年，转制为企业。同年12月28日，正式成立甘肃文化出版社有限责任公司。
2013年，与甘肃新华书店集团有限公司，以及甘肃新华印务集团有限公司，联合组建成立飞天出版传媒集团有限公司。